# Skate America de 2005
El Skate America de 2005 fue una competición internacional de patinaje artístico sobre hielo, el primero de los seis eventos del Grand Prix de la temporada 2005/2006. La competición tuvo lugar en Atlantic City, estado de Nueva Jersey, entre el 20 y el 23 de octubre de 2005. Además de recibir premios en las disciplinas de patinaje masculino, femenino, parejas y danza sobre hielo, los patinadores también obtuvieron puntos para clasificarse para la final del Grand Prix.

## Resultados

### Patinaje individual masculino
| Clasificación | Nombre               | País           | Total  | Programa corto | Programa corto | Programa libre | Programa libre |
| ------------- | -------------------- | -------------- | ------ | -------------- | -------------- | -------------- | -------------- |
| 1             | Daisuke Takahashi    | Japón          | 218,54 | 1              | 69,10          | 1              | 149,44         |
| 2             | Evan Lysacek         | Estados Unidos | 193,71 | 3              | 67,75          | 3              | 125,96         |
| 3             | Brian Joubert        | Francia        | 190,28 | 4              | 62,88          | 2              | 127,40         |
| 4             | Kevin van der Perren | Bélgica        | 185,09 | 2              | 68,79          | 4              | 116,30         |
| 5             | Yannick Ponsero      | Francia        | 160,53 | 5              | 61,95          | 6              | 98,58          |
| 6             | Timothy Goebel       | Estados Unidos | 154,68 | 6              | 58,72          | 8              | 95,96          |
| 7             | Dennis Phan          | Estados Unidos | 151,90 | 7              | 53,92          | 7              | 97,98          |
| 8             | Sergei Davydov       | Bielorrusia    | 147,13 | 8              | 52,71          | 10             | 94,42          |
| 9             | Christopher Mabee    | Canadá         | 147,00 | 11             | 42,40          | 5              | 104,60         |
| 10            | Song Lun             | China          | 145,92 | 9              | 51,50          | 11             | 94,42          |
| 11            | Kristoffer Berntsson | Suecia         | 143,39 | 10             | 51,19          | 12             | 92,20          |
| 12            | Silvio Smalun        | Alemania       | 137,04 | 12             | 42,40          | 9              | 94,64          |

### Patinaje individual femenino
| Clasificación | Nombre             | País           | Total  | Programa corto | Programa corto | Programa libre | Programa libre |
| ------------- | ------------------ | -------------- | ------ | -------------- | -------------- | -------------- | -------------- |
| 1             | Yelena Sokolova    | Rusia          | 163,02 | 1              | 57,94          | 2              | 105,08         |
| 2             | Alissa Czisny      | Estados Unidos | 159,30 | 3              | 52,82          | 1              | 106,48         |
| 3             | Yoshie Onda        | Japón          | 150,98 | 2              | 53,90          | 3              | 97,08          |
| 4             | Beatrisa Liang     | Estados Unidos | 133,00 | 4              | 47,54          | 5              | 85,46          |
| 5             | Emily Hughes       | Estados Unidos | 126,78 | 8              | 38,74          | 4              | 88,04          |
| 6             | Mira Leung         | Canadá         | 125,82 | 5              | 47,48          | 8              | 78,34          |
| 7             | Constanze Paulinus | Alemania       | 122,06 | 7              | 40,52          | 6              | 81,54          |
| 8             | Júlia Sebestyén    | Hungría        | 121,78 | 6              | 42,46          | 7              | 79,32          |
| 9             | Fang Dan           | China          | 112,26 | 10             | 36,90          | 9              | 75,36          |
| 10            | Idora Hegel        | Croacia        | 106,42 | 9              | 37,30          | 10             | 69,12          |

### Patinaje en parejas
| Clasificación | Nombre                           | País           | Total  | Programa corto | Programa corto | Programa libre | Programa libre |
| ------------- | -------------------------------- | -------------- | ------ | -------------- | -------------- | -------------- | -------------- |
| 1             | Zhang Dan / Zhang Hao            | China          | 179,14 | 1              | 59,90          | 1              | 119,24         |
| 2             | Rena Inoue / John Baldwin, Jr,   | Estados Unidos | 164,44 | 3              | 54,84          | 2              | 109,60         |
| 3             | Yúliya Obertas / Serguéi Slavnov | Rusia          | 160,40 | 4              | 54,04          | 4              | 106,36         |
| 4             | Elizabeth Putnam / Sean Wirtz    | Canadá         | 154,42 | 7              | 47,20          | 3              | 107,22         |
| 5             | Marcy Hinzmann / Aaron Parchem   | Estados Unidos | 154,30 | 2              | 55,00          | 6              | 99,30          |
| 6             | Jessica Dubé / Bryce Davison     | Canadá         | 152,20 | 6              | 47,90          | 5              | 104,30         |
| 7             | Rebecca Handke / Daniel Wende    | Alemania       | 133,84 | 5              | 48,70          | 7              | 85,14          |
| 8             | Marylin Pla / Yannick Bonheur    | Francia        | 130,48 | 8              | 47,20          | 8              | 83,28          |
| 9             | Amanda Evora / Mark Ladwig       | Estados Unidos | 128,02 | 9              | 45,28          | 9              | 82,74          |
| 10            | Julia Beloglazova / Andrei Bekh  | Ucrania        | 109,82 | 10             | 36,84          | 10             | 72,98          |

### Danza sobre hielo
| Clasificación | Nombre                                  | País           | Total  | Danza obligatoria | Danza obligatoria | Danza corta | Danza corta | Danza libre | Danza libre |
| ------------- | --------------------------------------- | -------------- | ------ | ----------------- | ----------------- | ----------- | ----------- | ----------- | ----------- |
| 1             | Tanith Belbin / Benjamin Agosto         | Estados Unidos | 190,45 | 1                 | 36,73             | 1           | 58,37       | 1           | 95,35       |
| 2             | Isabelle Delobel / Olivier Schoenfelder | Francia        | 184,47 | 2                 | 36,43             | 2           | 55,77       | 2           | 92,27       |
| 3             | Oksana Domnina / Maksim Shabalin        | Rusia          | 169,23 | 3                 | 32,41             | 3           | 51,50       | 3           | 85,32       |
| 4             | Megan Wing / Aaron Lowe                 | Canadá         | 159,31 | 4                 | 31,49             | 5           | 48,12       | 4           | 79,70       |
| 5             | Jamie Silverstein / Ryan O'Meara        | Estados Unidos | 155,51 | 6                 | 28,44             | 4           | 48,28       | 5           | 78,79       |
| 6             | Christina Beier / William Beier         | Alemania       | 152,83 | 5                 | 28,55             | 6           | 47,89       | 6           | 76,39       |
| 7             | Tiffany Stiegler / Sergei Magerovski    | Estados Unidos | 142,94 | 11                | 23,71             | 7           | 43,52       | 7           | 75,71       |
| 8             | Lauren Senft / Leif Gislason            | Canadá         | 139,19 | 7                 | 25,59             | 9           | 40,21       | 8           | 73,39       |
| 9             | Yekaterina Rubleva / Iván Shefer        | Rusia          | 131,44 | 9                 | 24,32             | 8           | 40,51       | 9           | 66,61       |
| 10            | Siobhan Karam / Joshua McGrath          | Canadá         | 129,84 | 10                | 24,04             | 11          | 39,55       | 10          | 66,25       |
| 11            | Laura Munana / Luke Munana              | México         | 122,88 | 12                | 22,43             | 12          | 35,85       | 11          | 64,60       |
| 12            | Julia Golovina / Oleg Voiko             | Ucrania        | 121,73 | 8                 | 24,77             | 10          | 39,67       | 12          | 57,29       |